# Persea conferta
Persea conferta är en lagerväxtart som beskrevs av Kopp. Persea conferta ingår i släktet avokador, och familjen lagerväxter. Inga underarter finns listade i Catalogue of Life.